# Nitry
Nitry es una localidad y comuna francesa situada en la región de Borgoña, departamento de Yonne, en el distrito de Avallon y cantón de Noyers.

## Demografía
| 854 | 850 | 930 | 931 | 920 | 930 | 929 | 904 | 867 | 848 | 810 | 799 | 784 | 736 | 736 | 679 | 627 | 585 | 555 | 571 | 480 | 476 | 434 | 444 | 420 | 370 | 338 | 378 | 346 | 343 | 336 | 371 | 403 |
| Para los censos de 1962 a 1999 la población legal corresponde a la población sin duplicidades (Fuente: INSEE [Consultar]) |     |     |     |     |     |     |     |     |     |     |     |     |     |     |     |     |     |     |     |     |     |     |     |     |     |     |     |     |     |     |     |     |